# Benthocardiella striatula
Benthocardiella striatula är en musselart som beskrevs av Powell 1931. Benthocardiella striatula ingår i släktet Benthocardiella och familjen Condylocardiidae. Inga underarter finns listade i Catalogue of Life.